# Jean-Daniel Dumas
Jean-Daniel Dumas, född 1721, död 1794, var en fransk officer som gjorde sina främsta insatser i Kanada där han ledde de fransk-indianska styrkorna till seger i slaget vid Monongahela. I en tid av utbredd korruption utmärkte han sig för sin ståndaktiga hederlighet.

## Ungdom och tidig karriär
Jean-Daniel Dumas blev volontär och officer vid Agénoisregementet. Han deltog i Österrikiska tronföljdskriget i sitt regemente och befordrades 1747 till kapten.

## Fort Duquesne
1750 fick Dumas transport till Troupes de la Marine, dvs. den franska marinkåren, och kommenderades till Nya Frankrike. Där tjänstgjorde han i Akadien, där han fick rykte om sig som en god förhandlare med Frankrikes indianska allierade. Det var förmodligen därför han kommenderades till Fort Duquesne 1754. Där kom han att utmärka sig under slaget vid Monongahela. Sedan fortets kommendant Daniel de Beaujeu stupat var det Dumas som ledde de fransk-indianska trupperna till en överväldigande seger. Det var en bragd som gjorde att han förlänades Sankt Ludvigsorden. Efter slaget blev han fortets nye kommendant.

## Québec
Dumas blev 1757 stadsmajor i Québec. Under fälttåget mot Lake George utmärkte han sig som adjutant med ansvar för den kanadensiska milisen. 1759 utnämndes han till generaladjutant och inspektör för marinkårstrupperna i Nya Frankrike. Under slagen på Abrahams slätter 1759 och vid Sainte-Foy förde han en brigad.

## Åter till Frankrike
Efter den franska kapitulationen i Kanada återvände Dumas till Frankrike. Han blev 1766 militärbefälhavare på Réunion och Mauritius. Två år senare befordrades han till brigadgeneral och återkallades till Frankrike. Dumas kom sedan aldrig åter till aktiv tjänst trots enträgna böneskrifter. Han fick emellertid en stor penningbelöning och en årlig pension samt befordrades till generalmajor 1780. Han dog ogift 1794.